# 第二次世界大戦の枢軸国指導者たち

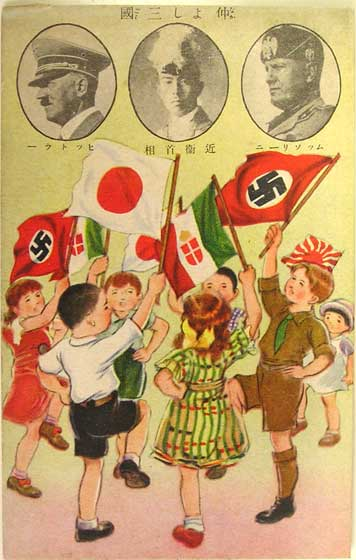
昭和日本のプロパガンダポスター。1938年の三大枢軸国の政治的指導者であるアドルフ・ヒトラー、近衛文麿、ベニート・ムッソリーニを示している。

第二次世界大戦の枢軸国指導者たちは、大戦のあいだ政治的・軍事的に重要だった。1940年の日独伊三国同盟の調印によって設立された枢軸国は、強い軍国主義・民族主義的イデオロギーを追求しつつ反共産主義を方針としていた。戦争の初期には、占領された国々に傀儡政権が作られた。終戦時には、それらの多くが戦争犯罪の裁判にかけられた。主な指導者たちはドイツのアドルフ・ヒトラー、イタリアのベニート・ムッソリーニ、日本の裕仁〔昭和天皇〕だった。連合国と異なり、枢軸国の主な政府首脳は合同会議をしなかったが、ムッソリーニとヒトラーは定期的に会っていた。

## 第三帝国ナチス・ドイツ

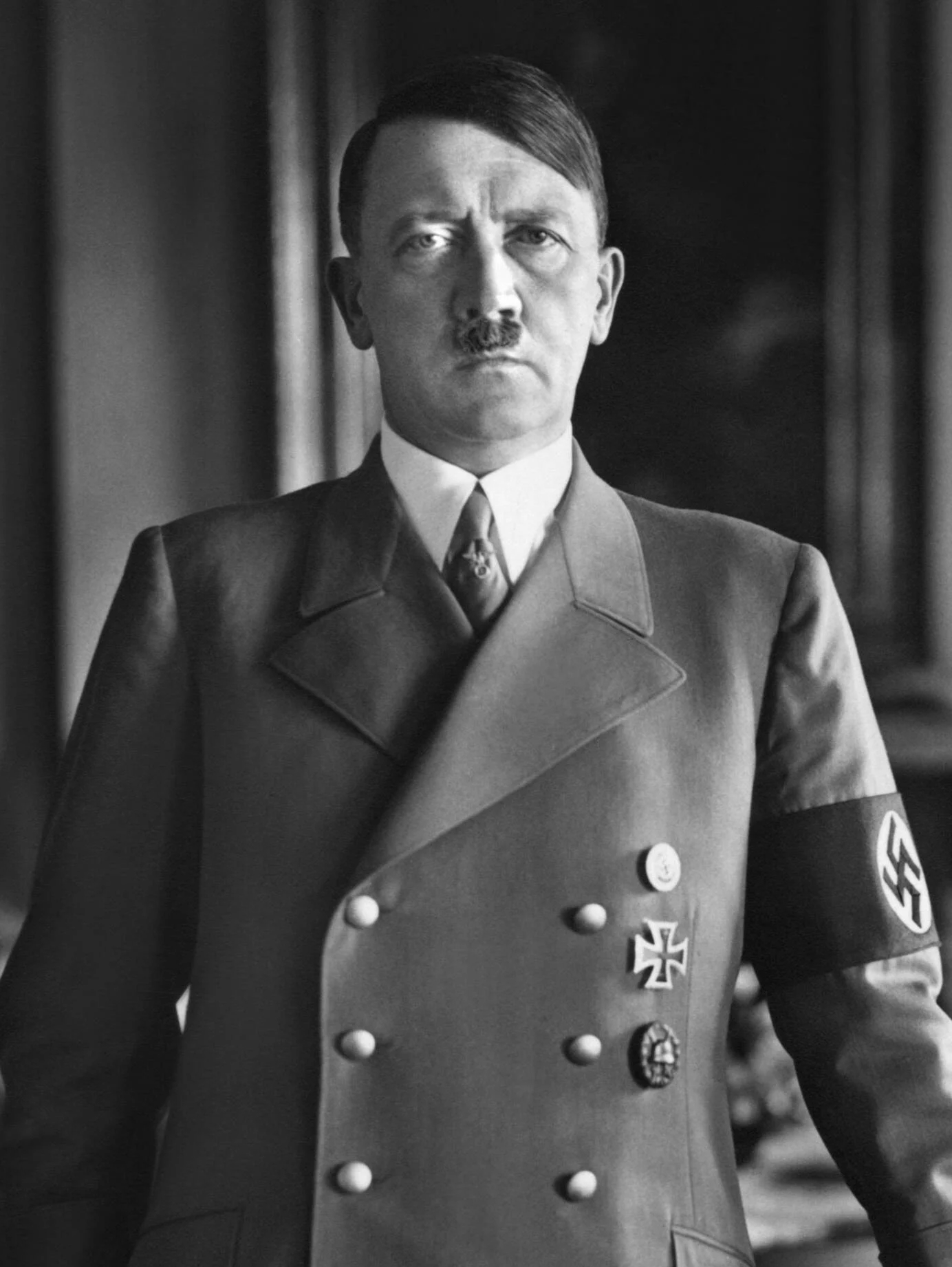
アドルフ・ヒトラー：オーストリア出身で国民社会主義ドイツ労働者党の指導者

- アドルフ・ヒトラーは第三帝国ナチス・ドイツの指導者であり、最初は1933年から1934年まで首相だった。その後は1934年から1945年、ベルリンで自殺するまでドイツ総統。ヒトラーが政権を握ったのは第一次世界大戦後のドイツの危機の時代である。時点としては、1920年代から1930年代前半の辺り。ヒトラーの統治下、ドイツは結束主義的〔ファシスト〕国家行政となって反ユダヤ主義政策を採り、ホロコーストを引き起こした。ヒトラーは極めて攻撃的な外交政策を目指し、第二次世界大戦の引き金となった。1945年4月30日、ヒトラーは自殺した。自殺の40時間弱前に結婚した長年の愛人エヴァ・ブラウンとの心中だった。
- ヨーゼフ・ゲッベルスは1933年から1945年まで国民啓蒙・宣伝大臣だった。熱心な主戦派であるゲッべルスは、ドイツ国民を大規模な軍事衝突に備えさせるために、自分の権力においてあらゆる手を打った。ゲッべルスはヒトラーに最も近い同胞にして最も敬虔な信奉者の一人だった。ヒトラーの自殺後、ゲッべルスと妻のマクダは我が子6人に毒を飲ませ、それから自殺した。死の1日前に首相になった。
- ヘルマン・ゲーリングは帝国元帥とプロイセン首相を兼任していた。第三帝国の短い歴史の中でゲーリングは、ヒトラーによって様々な公職を山盛りにされた。ゲーリングはドイツ空軍総司令官、帝国議会議長、秘密国家警察〔ゲシュタポ〕長官、経済大臣、戦争経済総責任者、四ヵ年計画責任者、大ドイツ帝国国家元帥、第三帝国森林長官、ニュルンベルク裁判の被告番号1などだった。ヒトラーはゲーリングの指導力を評価し、大鉄十字章を授与した。もとはヒトラーの指定後継者であり、ナチス第二位の高官だった。しかし1942年、権力が衰えたゲーリングは総統の信頼を失った。ただし第三帝国の正規の副司令官としての地位は続いた。ゲーリングは、ニュルンベルク裁判にかけられたナチスの最高幹部だった。刑が執行される前に青酸カリで自殺した。
- ハインリヒ・ヒムラーは国防軍司令官かつ親衛隊全国指導者として、ナチス・ドイツの副指導者となった。それは、帝国元帥ゲーリング指揮下のドイツ空軍が連敗してゲーリングが失脚した後のことだった。親衛隊（SS）の司令官としてヒムラーは、秘密国家警察〔ゲシュタポ〕の総指揮も執った。 彼は「最終的解決」の最高責任者であり、SSを通じてナチスの強制収容所、絶滅収容所、死の部隊「アインザッツグルッペン」を監督した。生きるに値しない命と見なされた「劣等人種」〔ウンターメンシュ〕を殲滅する最終指揮権を持っていた。終戦直前にヒムラーは、自分がナチス指導者として起訴されずに済むなら「ドイツ」を西側連合国に明け渡すと申し出た。イギリス軍の捕虜となった後、青酸カリで自殺した。
- カール・デーニッツは1943年1月30日にドイツ海軍の総司令官（大提督）となり、ヒトラー自殺後の23日間は大統領だった。デーニッツの指揮下でUボート艦隊は大西洋の戦い中、無制限潜水艦作戦を展開した。戦後、彼はニュルンベルク裁判にかけられ、10年の禁固刑を宣告された。
- マルティン・ボルマンはアドルフ・ヒトラーの党官房長かつ個人秘書だった。ヒトラーの信頼を稼いだボルマンは、総統へ近づく者を制御したり総統の側近の活動方向を調整したりすることで、第三帝国内で絶大な権力を得た。
- ルドルフ・ヘスは国民社会主義ドイツ労働者党の副総統だった。ヘスは第三「帝国」とイギリスの和平を成立させ、外交的な大勝利を収めようと考えた。彼は和平交渉のためにスコットランドへ飛んだが、逮捕された。ニュルンベルク裁判にかけられ、終身刑を宣告された。
- アルベルト・シュペーアは1942年から終戦までドイツの軍需大臣を務めており、ドイツの戦争努力の兵站の大部分を組織する責任者だった。ニュルンベルクで裁判にかけられ、20年の禁固刑を宣告された。
- アルフレート・ローゼンベルクはドイツの哲学者であり、ナチ党の有力な思想家〔イデオローグ〕だった。基本的な国民社会主義的イデオロギー信条における主な著者の一人だと考えられている。その信条に含まれているのは人種論、ユダヤ人迫害、生存圏〔レーベンスラウム〕、ヴェルサイユ条約破棄、退廃的な現代芸術への反対など。戦時中はナチ党外務局（英語版）を、後に東部占領地域省を率いた。戦後はニュルンベルクで死刑判決を受け、絞首刑に処された。
- ラインハルト・ハイドリヒは親衛隊大将（将軍）かつ国家秘密警察長官であり、（国家秘密警察・刑事警察・親衛隊保安局が含まれる）国家保安本部長官かつボヘミア・モラヴィア保護領（現在のチェコ共和国）の副総督または帝国副保護官だった。ハイドリヒはICPC（後のインターポール）総裁を務めた他、主なホロコースト計画者の一人だった。1942年、プラハでの暗殺未遂による傷で死亡した。

## ファシスト・イタリア
イタリア王国（1940–1943）・イタリア社会共和国（1943–1945）

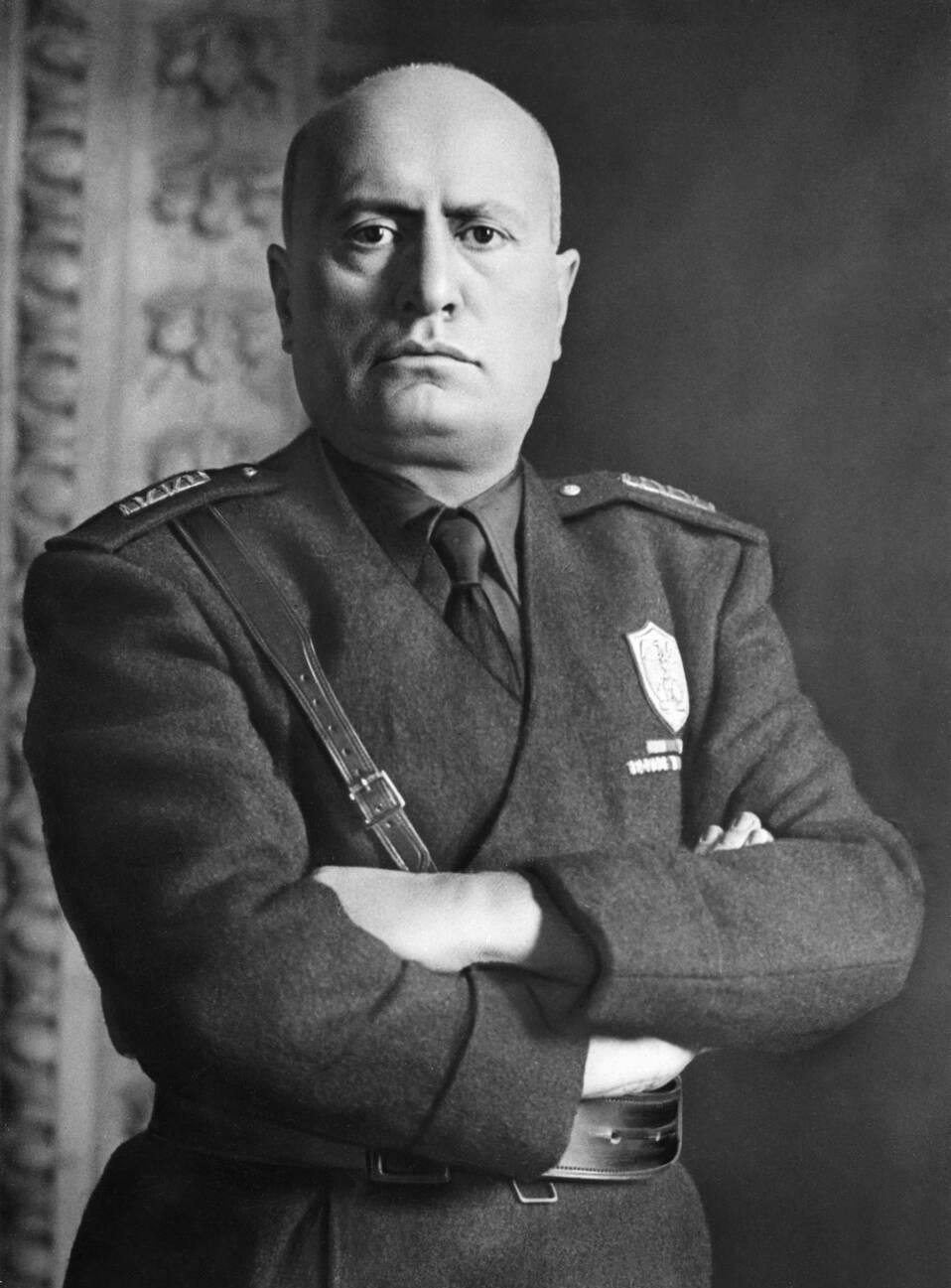
ベニート・ムッソリーニ：首相、総帥〔ドゥーチェ〕、国家ファシスト党〔国家結束主義党〕指導者

- ヴィットーリオ・エマヌエーレ3世はイタリア国王であり、ムッソリーニと共にイタリア王国軍の最高責任者だった。1935年からはイタリア帝国皇帝となった。1922年におけるローマ進軍では、ムッソリーニを支援して首相に任命した。1943年、連戦連敗の末、ピエトロ・バドリオ元帥と共に結束主義政権〔ファシスト政権〕を解体し、ムッソリーニを解任・逮捕して連合国との休戦〔イタリアの降伏〕を取り決め、南イタリアに元帥率いる王国政府を樹立した。
- ベニート・ムッソリーニは、1922年から1943年までのイタリア王国の首相だった。結束主義〔ファシズム〕の創始者であるムッソリーニは、国政プロパガンダと組み合わせた国家主義・軍国主義・反共産主義・反社会主義の思想を用いて、イタリアを最初の結束主義国家政府へと変えた。1925年、彼は結束主義の総帥〔ドゥーチェ〕として独裁権力を獲得し、それ以降は結束主義支持者から総帥と呼ばれるようになった。1925年以降、国王ヴィットーリオ・エマヌエーレ3世がムッソリーニに権限を委譲して、ムッソリーニおよび結束主義国政に反対することは反逆と見なされるようになった。 ムッソリーニ体制はアドルフ・ヒトラーやナチス・ドイツへ影響したが、ムッソリーニはナチ人種論に対して賛同せず、神話的で捏造されたものとして退けた。ヒトラーからの圧力が強まる下で1938年になり、初めてムッソリーニは反ユダヤ主義を国是としたが、ドイツ軍によるイタリア領からのユダヤ人強制送還には反対した。ムッソリーニは、しばしば「黒シャツ隊」と呼ばれる国防義勇軍（MVSN）の公式な総司令官であり、彼らは国王よりもムッソリーニにとりわけ忠実だった。1941年からの軍事的連敗は、1942年のエル・アラメインの戦いと1943年7月の連合軍のシチリア島への侵攻〔ハスキー作戦〕で限界点に達し、ムッソリーニとその政府は国王によって解散・解任された。王令で逮捕されたムッソリーニはドイツ軍に救出され、北イタリアのイタリア社会共和国（ナチス・ドイツ体制下の政権）の傀儡国家元首となった。1945年4月28日、スペインに逃亡しようとしていたムッソリーニは、イタリアの遊撃隊〔パルチザン〕によって処刑された。
- ピエトロ・バドリオは元帥だった。第二次エチオピア戦争〔第二次イタリア・アビシニア戦争〕でイタリア軍を率いた。1940年、ギリシャでの敗北後に辞任した。1943年、連合国との休戦協定〔イタリアの降伏〕を結び、南イタリア（ブリンディジ）に王国政府を樹立した。
- ウーゴ・カヴァッレーロは第二次世界大戦中のイタリア王国軍の最高責任者であり、その権限は国王から委譲されていた。国王はイタリア王国軍の正式な最高司令官だった。カヴァッレーロはギリシャ・イタリア戦争でイタリア軍を率いたが、軍は酷く低迷した。
- イータロ・ガリボルディはスターリングラード攻防戦でのイタリア軍派遣部隊の司令官だった。

## 大日本帝国

裕仁：日本天皇、1926年から1947年まで日本大元帥だった。

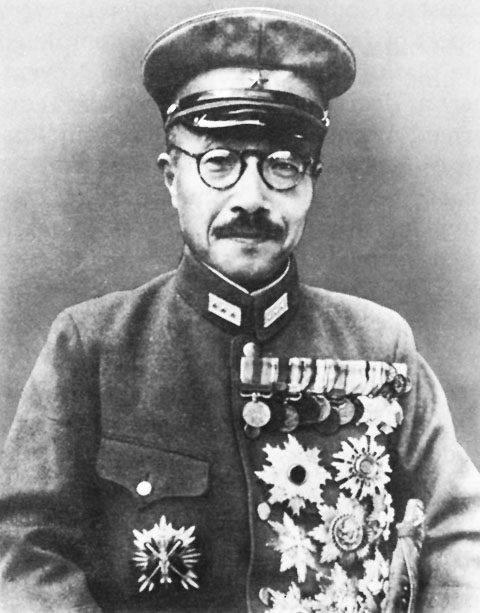
東條英機：総司令部〔統制派〕の指導者、1941年～1944年まで日本首相

- 裕仁（死後は昭和天皇として知られる）は、1926年から1989年に死亡するまで天皇であり、三大枢軸国（第三帝国、ファシスト・イタリア、大日本帝国）において最後まで生き残った最高指導者だった。彼は半神半人的な最高指導者〔現人神〕と見なされていた。1937年から1945年までの大本営司令官であり、1936年には石井四郎の細菌研究部隊〔731部隊〕の増強を勅令で指定した[3]。一部の著者らによると、裕仁はその勅令と同時期に化学・細菌兵器の使用管理を担った[4]。裕仁の将軍たちが全責任を負い、連合国軍最高司令官総司令部（SCAP）により、裕仁および皇室全員が犯罪訴追を免除された。
- 近衛文麿は1937年から1939年、1940年から1941年まで首相を務めた。『国体の本義』（1937年）、中国侵略〔日中戦争〕に際して軍部に協力し、国民精神総動員・聖戦貫徹議員連盟・大政翼賛会を開き、国家総力戦運動を推進した。近衛は西洋〔オクシデント〕列強との戦争に反対していた。GHQから戦争責任を追及されることをおそれ、1945年に自殺した。
- 東條英機は1936年から1944年まで最高軍事指導者であり、1941年から1944年まで首相だった。日本・ドイツ・イタリア間における日独伊三国同盟の強力な支持者だった。彼は近衛文麿内閣の陸軍大臣を経て1941年10月、天皇により首相に選任された。西洋列強に対する主戦派だった東條は、一党独裁体制を作るために大政翼賛会を強化した。1944年7月、サイパンの戦いでの敗北責任をとって辞任し、東京裁判で死刑宣告され処刑された。
- 小磯國昭は、1944年から1945年4月まで首相を務めた。中華民国との和平交渉に努めたが失敗し、総辞職を行った。
- 鈴木貫太郎は、1945年4月から8月まで首相を務めた提督〔海軍大将〕。穏健派の重臣であったため、天皇の希望により就任した。ソ連等を介し、条件付き終戦を求めて対米交渉に努めたが、最終的に1945年8月15日の連合国に対する無条件降伏に同意した。